# Lubianków (gmina)
Lubianków (od 1953 Antoniew) – dawna gmina wiejska istniejąca do 1953 roku w woj. warszawskim, a następnie w woj. łódzkim. Nazwa gminy pochodzi od wsi Lubianków, lecz siedzibą władz gminy był Antoniew.
W okresie międzywojennym gmina Lubianków należała do powiatu łowickiego w woj. warszawskim. 1 kwietnia 1939 roku gminę wraz z całym powiatem łowickim przeniesiono do woj. łódzkiego.
Po wojnie gmina zachowała przynależność administracyjną. Według stanu z 1 lipca 1952 roku gmina Lubianków  składała się z 26 gromad. 21 września 1953 roku jednostka o nazwie gmina Lubianków została zniesiona przez przemianowanie na gminę Antoniew.